# Carsten Richardson
Carsten Richardson   (segle XVI - segle XVII) va ser un oficial naval i explorador de l'Àrtida danès de primers del segle 17. Enrolat en la marina danesa va prendre part en una de les tres expedicions a Groenlàndia de Cristià IV.
Carsten Richardson estava al comandament d'un dels cinc vaixells que el 1606 va salpar cap a Groenlàndia i que fou dirigida per Godske Lindenov per tal de localitzar de nou els assentaments nòrdics de l'est i afirmar la sobirania danesa sobre aquests. L'any següent Richardson va liderar una expedició fallida amb el mateix propòsit. Partí amb dos vaixells, el vaixell insígnia Trost i The Greenlandic Bark, amb una tripulació total de 44 homes. El dens gel marí els va impedir desembarcar a la costa de Groenlàndia, que ja tenien a la vista.